# Figgatta de Blanc
Figgatta de Blanc è il decimo e ultimo album in studio del gruppo musicale italiano Elio e le Storie Tese, pubblicato il 12 febbraio 2016.

## Titolo
Il titolo dell'opera fa riferimento a Reggatta de Blanc (1979), secondo album dei Police.

## Copertina
La copertina, invece, è una parodia di quelle degli album 90125 degli Yes e Three of a Perfect Pair dei King Crimson.

## Brani musicali
Figgatta de Blanc: intro del disco, si tratta di un'autocitazione dell'intro dell'album Elio Samaga Hukapan Kariyana Turu Adolescenti a colloquio. Improvvisamente, Tremoto, ma qui riproposta con le sillabe tutte girate all'incontrario.
Vacanza alternativa: pezzo in stile funk sui fanghi termali e su cucinare il riso con i funghi. L'effetto comico deriva dall'uso della parola inglese "funky", nella sua pronuncia approssimativa invece di "fanghi" e della sua rappresentazione alfabetica, "funky" appunto, invece di "funghi". Viene citata la battuta presente in Italyan, Rum Casusu Cikti e Studentessi: «50 di bocca, 100 a scopare».
She Wants: pezzo in inglese cantato da Rocco Tanica e Paola Folli sui rapporti anali.
Parla come mangi: brano sul proliferare di termini inglesi nel vocabolario colloquiale italiano. Al termine della canzone Mangoni elenca diversi vocaboli inglesi come "all inclusive, sold out, selfie" concludendo, dopo due improbabili "tuchscrin" e "techscrin" con un liberatorio "...evaaffanculovà!".
Il mistero dei bulli: brano sulla piaga del Bullismo e su come alcuni popoli antichi possano essere considerati gli antenati dei bulli moderni. Vengono citati i Fratelli Lumière, inventori del cinematografo, Attila, l'Uomo di Neanderthal e il film Bulli e pupe.
China Disco Bar: brano con ritmi orientali sui quartieri abitati dai cinesi emigrati in Italia (noti come Chinatown) e in particolare sulle discoteche che è possibile trovare in tali quartieri.
Il quinto ripensamento: introdotta da un lancio di un improbabile DJ di musica classica che si esprime in dialetto romanesco (tratto da Radio Coatta Classica, del programma radiofonico 610 di Lillo e Greg), è un rifacimento della Quinta di Ludwig van Beethoven, nella versione Dance proposta da Walter Murphy per il film La febbre del sabato sera con un testo originale in italiano. Questa versione è stata presentata durante la serata dedicata alle Cover del Festival di Sanremo 2016 con i membri del gruppo travestiti da musicisti anni '70.
Bomba intelligente: cover di un brano scritto da Paolo Sentinelli e Francesco Di Giacomo, con la voce dello stesso Di Giacomo scomparso nel 2014. Il testo parla dell'ordigno noto come Bomba intelligente e venne scritto nel 2005 in seguito alla Seconda guerra del golfo. Il brano ha ricevuto la Targa Tenco come miglior canzone al Premio Tenco 2016.
Inquisizione: vengono citate le vittime della Santa Inquisizione Galileo Galilei e Giordano Bruno.
L'ultima strofa contiene un riferimento allo sketch L'inquisizione spagnola del gruppo comico britannico Monty Python.
Ritmo sbilenco: brano con un'introduzione in stile Jethro Tull, difende il diritto del Rock progressivo (definito come "musica difficile" a causa dei ritmi irregolari) a scalare le classifiche a discapito dei regolari brani in 4 quarti. Viene citato il celebre ciao sono io del brano Buonasera dottore.
Il rock della Tangenziale: rifacimento del duetto tra Elio e J-Ax pubblicato nel 2015 con il titolo La tangenziale.
Cameroon: vengono citati i primi due versi del brano Il pescatore di Fabrizio De André.
I Delfini nuotano: ballata sui delfini. Ha la singolare caratteristica di avere le strofe quasi tutte frammentate.
Il primo giorno di scuola: pezzo comedy rap rock rilasciato nel settembre 2015. Il video, com'è accaduto per il precedente Luigi il pugilista, è stato realizzato dal fumettista Sio.
Vincere l'odio: brano presentato in gara al Festival di Sanremo 2016, dove si è classificato al 12º posto. Il brano è composto esclusivamente da 7 ritornelli con cambi di tempo, tonalità e tematica del testo. La prima strofa è una sorta di dichiarazione d'amore, la seconda parla di un omosessuale che vive a Napoli (definito nel dialetto locale femminiello), la terza di San Paolo (definito ebreo ellenizzato di Tarso), la quarta di una televisione che trasmette in Nepal televendite di vini calabresi che in realtà sono prodotti a Katmandu, la quinta della raccolta delle patate, la sesta di una donna apparentemente burbera che in realtà ha un cuore d'oro e l'ultima delle canzoni brutte che sono comunque apprezzate, e la canzone si conclude dichiarando che lo scopo di tutti questi ritornelli è, appunto, vincere l'odio. Il titolo è semanticamente simmetrico a quello della canzone Perdere l'amore, vincitrice dell'edizione dell'edizione 1988; il brano degli Elii ne condivide inoltre la melodia nella sua parte finale, riprendendo quella presente all'inizio del brano interpretato da Ranieri. È stato eseguito 3 volte a Sanremo, con travestimenti differenti per ciascuna serata: la prima esecuzione (durante la seconda serata) ha visto i membri del gruppo vestiti interamente di rosa, la seconda (durante la quarta serata) è stata eseguita dal gruppo con protesi facciali per sembrare più giovani (all'inizio del pezzo era presente un sosia di Elio) mentre nella serata finale il gruppo si è vestito e truccato come la rockband dei Kiss.

## Tracce
1. Figgatta de Blanc – 0:49 – [Introduzione]
2. Vacanza alternativa – 4:44 (N. Fasani, S. Belisari, D. Civaschi)
3. She Wants – 4:48 (S. Conforti, N. Fasani)
4. Parla come mangi – 5:49 (D. Civaschi, S. Belisari, S. Conforti, N. Fasani)
5. Il mistero dei bulli – 5:17 (S. Conforti, S. Belisari, D. Civaschi, N. Fasani)
6. China disco bar – 5:06 (testo: S. Belisari, N. Fasani – musica: N. Fasani)
7. Il quinto ripensamento – 3:08
8. Bomba intelligente (feat. Francesco Di Giacomo) – 4:59 (testo: F. Di Giacomo – musica: P. Sentinelli)
9. Inquisizione – 5:53 (testo: S. Conforti, D. Civaschi, S. Belisari, N. Fasani – musica: N. Fasani)
10. Ritmo sbilenco – 6:05 (testo: S. Belisari, D. Civaschi, N. Fasani – musica: D. Civaschi, N. Fasani, S. Conforti)
11. Il rock della tangenziale (feat. J-Ax) – 2:56 (S. Belisari, D. Civaschi, A. Aleotti)
12. Cameroon – 4:10 (testo: S. Belisari, N. Fasani – musica: D. Civaschi, N. Fasani, C. Meyer, V. Cosma)
13. I delfini nuotano – 5:38 (testo: S. Belisari, S. Conforti, D. Civaschi, N. Fasani, C. Meyer – musica: S. Conforti)
14. Il primo giorno di scuola – 4:36 (S. Belisari, N. Fasani, D. Civaschi)
15. Vincere l'odio (+ ghost track) – 9:20 (testo: S. Conforti, S. Belisari – musica: S. Conforti, S. Belisari, N. Fasani, D. Civaschi)

Al termine di Vincere l'odio è presente una traccia fantasma che include le prove della quarta strofa di quest'ultima, una versione di Il quinto ripensamento mixata con Vincere l'odio e una breve canzone in cui il gruppo canta il titolo dell'album ripetutamente.

## Tutte le belle canzoni di Natale
L'album è incluso nella confezione Odorosi, insieme al CD Tutte le belle canzoni di Natale, una raccolta di canzoni natalizie reinterpretate dal gruppo. La tracklist del secondo disco è la seguente:
1. Natalino Pacchetti
2. Christmas With The Yours (feat. Graziano Romani)
3. Babbo Natale 2000
4. All I Want For Christmas Is You (Mariah Carey cover) (feat. Mangoni)
5. Oh Happy Day (feat. Linus)
6. Fossi Christmas (feat. I Deejay Cantori)
7. Natale allo Zenzero
8. I’ll Be Home for Christmas (Bing Crosby cover) (feat. Mangoni)
9. Baffo Natale (feat. Jovanotti)
10. Happy Xmas (War Is Over) (John Lennon & Yoko Ono cover) (feat. Mangoni)
11. Presepio Imminente
12. Christmas with the yours (feat. Luca Mangoni)[5]

## Formazione
- Elio: voce, flauto traverso
- Rocco Tanica/Sergio Antibiotice:
  - Tastiera, pianoforte, vocoder;
  - Voce solista maschile in She Wants;
  - voce addizionale in I delfini nuotano e Parla come mangi;
  - Arrangiamento orchestrale in Vincere l'odio;
- Cesareo: 
  - chitarra;
  - basso in Il rock della tangenziale;
  - voce addizionale in I delfini nuotano, Ritmo sbilenco e Parla come mangi;
- Faso:
  - basso;
  - cori in Inquisizione, Ritmo sbilenco e Cameroon;
  - Ukulele in Ritmo sbilenco e Cameroon;
  - chitarra acustica e mellotron in Ritmo sbilenco
  - voce addizionale in I delfini nuotano e Parla come mangi;
- Christian Meyer:
  - batteria;
  - percussioni in Cameroon;
  - voce addizionale in I delfini nuotano;
- Jantoman:
  - Tastiere in China Disco Bar e Bomba intelligente;
  - preproduzione in Il quinto ripensamento e Bomba intelligente;
  - Arrangiamento orchestrale in Vincere l'odio;
- Max Costa:
  - Tastiere e Orchestra nel Il quinto ripensamento;
  - Arrangiamento orchestrale e tastiere nel finale orchestrale di China Disco Bar;
  - Orchestre e Programmazione in Il rock della tangenziale;
  - Batteria in She Wants;

Altri musicisti
- Paola Folli: cori; voce solista femminile in Vacanza Alternativa, She Wants e Ritmo sbilenco;
- Vittorio Cosma: tastiere in Cameroon, voce recitante in Vacanza Alternativa e intermezzi recitati;
- Demo Morselli: arrangiamento fiati e tromba in Vacanza alternativa, Inquisizione e Il primo giorno di scuola;
- Andrea Tofanelli: tromba in Vacanza alternativa e Inquisizione;
- Massimo D'Avola: sassofono in Vacanza alternativa e Inquisizione;
- Ambrogio Frigerio: trombone in Vacanza alternativa, Inquisizione e Il primo giorno di scuola;
- Nick The Nightfly: voce (cantante confidenziale) in She Wants;
- Francesco Di Giacomo: voce in Bomba intelligente;
- Mauro Pagani: violino in Bomba intelligente;
- J-Ax: voce addizionale in Il rock della tangenziale;
- Moreno Ferrara: cori in Vincere l'odio;
- Silvio Pozzoli: cori in Vincere l'odio;
- Max Costa: missaggio in Il primo giorno di scuola, She Wants, China disco bar, Il quinto ripensamento, Il rock della tangenziale, Il primo giorno di scuola, Vincere l'odio, mastering di tutti i brani.